# Hans-Günther Tiemann
Hans-Günther Tiemann (* 27. Februar 1960) ist ein ehemaliger deutscher Wettkampfruderer des Osnabrücker Ruder-Vereins (ORV). 

## Sportlicher Werdegang
Im Jahre 1978 gewann Hans-Günther Tiemann zusammen mit seinen Mannschaftskameraden vom Osnabrücker RV, Torsten Bremer als Steuermann sowie Brunon Derkes, Johannes Hafer und Axel Wöstmann, die Deutschen Junioren-Meisterschaften im Vierer mit Steuermann in München. Im Finale der Vierer ohne Steuermann belegten die vier Ruderer des ORV den zweiten Rang. Sie gewannen die Junioren-Weltmeisterschaften 1978 in Belgrad.
Tiemann war 1980 Mitglied des Achters der Renngemeinschaft TuS Bramsche und Osnabrücker Ruder-Verein, zusammen mit Steuermann Torsten Bremer sowie Brunon Derkes, Ferdinand Hardinghaus, Ralf Kollmann, Thomas Möllenkamp (Goldmedaillengewinner 1988), Martin Möllmann (TuS Bramsche), Andreas Schütte und Axel Wöstmann (Olympiateilnehmer 1984). Trainiert wurden die neun Ruderer von Ralf Holtmeyer, dem späteren Bundestrainer des Deutschen Ruderverbandes (DRV). Sie gewannen die Mannheimer Regatta vor den Teams aus der UdSSR, aus der CSSR und dem vom DRV zusammengestellten Deutschland-Achter. Mit dem fünften Rang im Einlauf des Finales der Internationalen Luzerner Rotsee-Regatta qualifizierte sich der Achter der Renngemeinschaft für die Olympischen Sommerspiele 1980 in Moskau. Auf dem Rotsee gingen im Wettbewerb der Achter sämtliche Endlaufteilnehmer der letzten Weltmeisterschaft, 1979 in Bled, an den Start. Außer dem Rekordmeister aus der DDR, dem damals dominierenden Achterteam, nahmen Neuseeland als Vize-Weltmeister und der Weltmeisterschafts-Dritte aus der UdSSR sowie die Ruderer aus Australien, Vereinigtes Königreich und USA teil. Auch der Achter des DRV, das damalige „Flaggschiff“ des bundesdeutschen Rudersports, war am Start. Er setzte sich zusammen aus sehr routinierten und erfolgreichen Ruderern, zu denen auch Peter-Michael Kolbe gehörte. Damals erreichte der Achter des ORV, der als dritter DRV-Achter an den Start ging, auf dem Rotsse über die Strecke von 2000 m eine Zeit von 5:43,42 min (Endlaufsiegerzeit DDR 5:40,88 min). Dem dann für die Olympischen Sommerspiele 1980 in Moskau qualifizierten Achter des ORV wurde wegen des politisch begründeten Boykotts die einmalige Möglichkeit genommen, in Moskau an den Start gehen zu können. Hans-Günther Tiemann ging dann im Laufe des Jahres 1980 mit dem Achter des ORV bei Regatten in Boston, New York City und Philadelphia an den Start.
Im Jahr 1980 ging Tiemann auf der Regattabahn Duisburg beim Deutschen Meisterschaftsrudern im Vierer ohne Steuermann zusammen mit Ferdinand Hardinghaus, Thomas Möllenkamp und Axel Wöstmann an den Start. Das Boot des ORV gewann den Endlauf und wurde Deutscher Meister.
Ein Deutscher Meistertitel konnte von einer Ruderin oder einem Ruderer des Osnabrücker RV bis dahin, seit Gründung des ORV im Jahr 1913, nur von Inge Michaelis errudert werden. 1959 ruderte sie im Vierer der Renngemeinschaft (Rgm.) WSV Mülheim an der Ruhr / Osnabrücker RV / Lübecker Frauen-RG beim Deutschen Meisterschaftsrudern auf der Regattastrecke in Mannheim, im Vierer-Finale, vor den Booten des Regensburger RV und Karlsruher RV Wiking, zum Sieg (Das Wettkampfrudern für Frauen wurde erst 1976 in das olympische Programm aufgenommen. Der Frauen-Vierer gehörte 1976 aber nicht zu den olympischen Bootsklassen der Frauen.).
1981 nahm Hans-Günther Tiemann zusammen mit Ferdinand Hardinghaus, Thomas Möllenkamp und Axel Wöstmann an den Weltmeisterschaften in München im Vierer ohne Steuermann teil. Gerudert wurde auf der Regattastrecke Oberschleißheim. Das Boot des DRV belegte im Finale Rang sieben.
1982 konnte Hans-Günther Tiemann in München beim Deutschen Meisterschaftsrudern im Boot des ORV mit Brunon Derkes, Ralf Kollmann und Thomas Möllenkamp zum zweiten Mal im Vierer ohne Steuermann Deutscher Meister werden.
Die Leistungsbilanz des Ruderers Hans-Günther Tiemann aus der niedersächsischen Friedensstadt Osnabrück umfasst weitere herausragende Erfolge in nichtolympischen Bootsklassen.
Der zweifache Deutsche Meister und Weltmeisterschaftsruderer erhielt vom Osnabrücker RV 2005 als Anerkennung für seine 25-jährige Mitgliedschaft die „Silbernen Ehrennadel“.

### Weitere Erfolge bei Deutschen Meisterschaften
1981 Essen: Deutsches Meisterschaftsrudern, Achter. Im Boot der Rgm. Osnabrücker RV / TuS Bramsche mit Stm. Torsten Bremer sowie Brunon Derkes, Ferdinand Hardinghaus, Ralf Kollmann, Thomas Möllenkamp, Martin Möllmann, Andreas Schütte, Hans-Günther Tiemann und Axel Wöstmann – Rang zwei.

1983 Köln: Deutsches Meisterschaftsrudern – Vierer mit Steuermann. Im Boot der Rgm. Osnabrücker RV / TuS Bramsche / Mindener RV mit Stm. Torsten Bremer sowie Ralf Kollmann, Hans-Günther Tiemann, Martin Möllmann, Bert Honsel – Rang drei.

## Erfolgsbilanz Osnabrücker und Bramscher Ruderer in den 1980er Jahren
| 1980 | 1981 | 1982 | 1983 | 1984 | 1985                                                            | 1986                                                                 | 1987                                                             | 1988 |
| --- | --- | --- | --- | --- | --------------------------------------------------------------- | -------------------------------------------------------------------- | ---------------------------------------------------------------- | --- |
| Beim Deutschen Meisterschaftsrudern, teilweise in Renngemeinschaft | | | | |                                                                 |                                                                      |                                                                  | |
| - Vierer-ohne, DMR Duisburg: Hardinghaus, Möllenkamp, Tiemann, Wöstmann – Deutsche Meister - Vierer-mit, DMR Duisburg: Derkes, Kollmann, Möllmann, Schütte, Stm. Bremer – Rang 2 | - Vierer-mit, DMR Essen: Bode, Hafer, Hünnefeld, Zuther, Stm. Bremer (Rgm.) – Rang 3 - Achter, DMR Essen: Derkes, Hardinghaus, Kollmann, Möllenkamp, Möllmann, Schütte, Tiemann, Wöstmann, Stm. Bremer – Rang 2 | - Zweier-mit, DMR München: Hardinghaus, Bode, Stm. Bremer – Rang 3 - Vierer-ohne, DMR München: Derkes, Kollmann, Möllenkamp, Tiemann – Deutsche Meister - Vierer-mit, DMR München: Schütte (Rgm.) – Rang 2 - Achter, DMR München: Hardinghaus, Bode (Rgm.) – Deutsche Meister | - Vierer-ohne, DMR Köln: mit Möllenkamp, Wöstmann, Bode, Schütte – Rang 2 - Vierer-mit, DMR Köln: Kollmann, Tiemann, Möllmann, Honsel, Stm. Bremer (Rgm.) – Rang 3 | - Zweier-ohne, DMR Ratzeburg: Möllenkamp, Wöstmann – Rang 2 - Achter, DMR Ratzeburg: Bode, Stm. Bremer (Rgm.) – Rang 2 - Achter, DMR Ratzeburg: Möllenkamp, Hardinghaus (Rgm.) – Rang 3 | - Zweier-ohne, DMR München: Möllenkamp, Maennig (Rgm.) – Rang 2 | - Achter, DMR Duisburg: Stm. Bremer (Rgm.) – Rang 2                  | - Zweier-ohne, DMR München: Möllenkamp, Wessling (Rgm.) – Rang 3 | - Vierer-ohne, DMR Hamburg: Möllenkamp (Rgm.) – Deutsche Meister - Achter, DMR Hamburg: Möllenkamp (Rgm.) – Rang 3 |
| Beteiligung an internationalen Meisterschaften in Booten des Deutschen Ruderverbandes (DRV)                                                                                      | | | | |                                                                 |                                                                      |                                                                  | |
| - Achter, Qualifikation OS Moskau: Derkes, Hardinghaus, Kollmann, Möllenkamp, Möllmann, Schütte, Tiemann, Wöstmann, Stm. Bremer                                                  | - Vierer-ohne, WM München: Hardinghaus, Möllenkamp, Tiemann, Wöstmann – Rang 7 | | | - Zweier-ohne, OS Los Angeles: Möllenkamp, Wöstmann – Rang 4 |                                                                 | - Achter, WM Nottingham: Deutschland-Achter mit Stm. Bremer – Rang 6 |                                                                  | - Achter, OS Seoul: Deutschland-Achter mit Möllenkamp – Goldmedaille                                               |

Abkürzungen: „DMR“ – Deutsches Meisterschaftsrudern – „WM“ – Ruder-Weltmeisterschaften – „OS“ – Olympische Ruderregatta – „Stm.“ – Steuermann – „Rgm.“ – Renngemeinschaft